# Dornstetten
Dornstetten est une ville d'Allemagne, située dans l'arrondissement de Freudenstadt et le Land de Bade-Wurtemberg. Elle se trouve au nord de la Forêt-Noire, à 7 km à l'est de Freudenstadt.

## Histoire
Dornstetten est mentionnée pour la 1re fois en 767 dans le Codex de Lorsch.
Entre 1267 et 1276, elle est élevée au rang de ville et appartient alors aux comtes d'Urach-Fürstenberg.
En 1320, elle fait partie du comté de Wurtemberg.
En 1755, Dornstetten devient le siège du district du même nom, dissous en 1807, date à laquelle elle intègre celui de Freudenstadt.

## Géographie
Le 1er janvier 1975, les localités de Aach à l'ouest et Hallwangen au nord ont été intégrées à Dornstetten.
Le Glatt, un affluent de la rive gauche du Neckar naît dans le village de Aach.

## Administration
La communauté d'administration Dornstetten est composée de la ville de Dornstetten et des communes de Glatten, Schopfloch et Waldachtal.

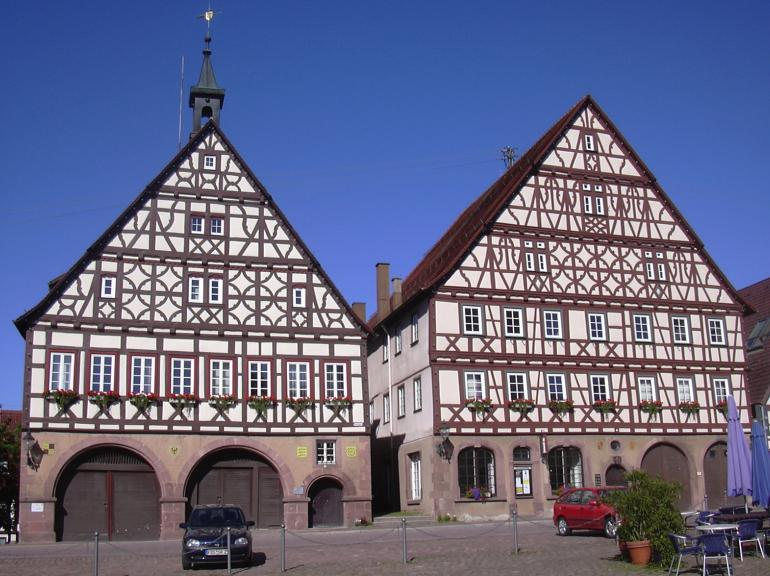
Hôtel de ville de Dornstetten

## Lieux et monuments
- Cœur historique
- Musée de l'histoire locale
- Musée du jouet et de la poupée
- Parc Barfußpark (parc pieds nus)

## Transports
- Dornstetten est desservie par la ligne de chemin de fer reliant Eutingen à Freudenstadt et est membre de la communauté de transport de l'arrondissement de Freudenstadt (de)

## Jumelages
La ville est jumelée avec :
- Scey-sur-Saône-et-Saint-Albin (France)